# Rogers (North Dakota)
Rogers ist eine Stadt in Barnes County und liegt im Bundesstaat North Dakota in den Vereinigten Staaten. 2010 betrug die Einwohnerzahl 46. Die Stadt wurde 1897 gegründet.

## Demographie
Nach der Volkszählung 2010 leben 46 Menschen, 21 Haushalte und 13 Familien in der Stadt.
Das mittlere Alter in der Stadt betrug 40,5 Jahre. 28,3 % der Einwohner waren unter 18 Jahre alt, 0 % waren im Alter zwischen 18 und 24 Jahren, 26 % waren im Alter zwischen 25 und 44, 23,9 % waren im Alter zwischen 45 und 64, und 21,7 % waren 65 Jahre oder älter. Das Geschlechterverhältnis der Stadt betrug 58,7 % männlich und 41,3 % weiblich.